# Lissonota chosensis
Lissonota chosensis är en stekelart som först beskrevs av Tohru Uchida 1955.  Lissonota chosensis ingår i släktet Lissonota och familjen brokparasitsteklar. Utöver nominatformen finns också underarten L. c. obsoleta.